# Irati Etxarri Munárriz
Irati Etxarri Munárriz (Pamplona, 26 de juliol de 1998) és una jugadora de bàsquet navarresa.
Ala-pívot, es formà a les ordres de Juan Ustárroz al Club Baloncesto Burlada, essent escollida al quintet ideal del Campionat d'Espanya Infantil de 2012. La temporada 2015-16 competí amb el Club Deportivo Cantolagua de la Primera Femenina i l'any següent debutà a la Lliga Femenina amb Lacturale Araski AES. L'estiu de 2018 fitxà pel Cadí la Seu, amb el qual aconseguí una Lliga catalana (2022, essent escollida MVP de la final). La temporada 2021-22 fou membre del quintet ideal de la Lliga Femenina l fou escollida MVP estatal. Després de quatre temporades amb el club urgellenc, fitxà per l'Uni Girona Club de Bàsquet. amb el qual ha guanyat una Supercopa d'Espanya (2022). Internacional amb la selecció espanyola de bàsquet en categories de formació, es proclamà campiona d'Europa sub-20 (2018) i subcampiona sub-18 (2016). Amb l'absoluta és internacional des de 2021 amb el qual ha disputat els partits de classificació per l'Eurobasket 2023 d'Israel i Eslovènia.